# Amin Aghaei
Pour les articles homonymes, voir Aghaei.
 (novembre 2019).
Amin Aghaei, né le 24 avril 1982 à Ispahan, est un peintre, sculpteur et cartooniste iranien. Il réside à Téhéran depuis 2009[réf. nécessaire].

## Expositions

### Individuelles
- Janvier-février 2018 : « Tajrobeh (Expérience) », Galerie Naranj Shiraz, Fars, Iran
- Mai 2015 : « Az Posht-E Shekaf-E Dar Be To Negah Mikonam (Je Te Regarde À Travers La Fente De La Porte) », Galerie Aun, Téhéran, Iran
- Février-mars 2013 : « Labe Karoun (À La Banque De Karoun) », Galerie Aun, Téhéran, Iran
- Décembre 2011 : exposition de dessins humoristiques, Galerie Pabianika, Pabianika, Pologne
- Janvier 2010 :  exposition d'illustration, Galerie Ideh, Téhéran, Iran

### Collectives
- Décembre 2018 : « Les Artistes iraniens et leur perception de l'exposition Mexique », Section Culturelle de l'ambassade du Mexique, Téhéran, Iran
- Mai 2018 : exposition de dessin, Galerie Haft Samar, Téhéran, Iran
- Décembre 2017 : « 7.3 Richter », Galerie D'art White Line, Téhéran, Iran
- Novembre 2016 : « 1001 Boshghab (1001 Assiettes), Galerie Shirin, Téhéran, Iran
- Septembre 2016 : « In Khaneh (Cette Maison) », Galerie Iranshahr, Téhéran, Iran
- Décembre 2015 : « Caractéristique », Galerie D'art De Vista, Téhéran, Iran
- Mai 2015 : « The Great Game », 56e Biennale Internationale De Venise, Venise, Italie
- Avril 2015 : « Papier », Dubaï
- Mars 2015 : « Au-Delà Des Limites (L'animation Dans Le Nouvel Art) », 9e Exposition de groupe Biannuel de dessin animé, Téhéran, Iran
- Mars 2015 : « Nowrouz (Nouvel An Persan) », Galerie Aun, Téhéran, Iran
- Janvier 2014 : « Revue d'une décennie d'art vidéo en Iran », Galerie Du Forum Des Artistes Iraniens, Téhéran, Iran
- Octobre-novembre 2013 : « Deuxième vente de différentes générations iraniennes de peintres », Galerie D'art De Laleh, Téhéran, Iran
- Octobre 2013 : « Deuxième peinture et sculpture annuelle », Galerie Du Forum, Téhéran, Iran
- Septembre 2013 : « Paykan Une Voiture nationale », Galerie Aun, Téhéran, Iran
- Janvier 2011 : « Études éducatives et assistance aux Droits de l'homme et aux Droits des femmes », Atelier-Conférence et Exposition, Carquefou-Nantes Ridep, Nantes, France